# إيوان موتروك
إيوان موتروك (بالرومانية: Ion Motroc)‏ هو لاعب كرة قدم ومدرب كرة قدم روماني في مركز الدفاع، ولد في 14 فبراير 1937 في بوخارست في رومانيا. شارك مع منتخب رومانيا لكرة القدم. أما مع النوادي، فقد لعب مع آلتاي إزمير ودينامو بوخارست ورابيد بوخارست.

## وصلات خارجية
- إيوان موتروك على موقع الاتحاد الدولي (مؤرشف)  (الإنجليزية)
- إيوان موتروك على موقع قاعدة بيانات كرة القدم.إي يو (الإنجليزية)
- إيوان موتروك على موقع ناشيونال فوتبول تيمز (الإنجليزية)
- إيوان موتروك على موقع عالم كرة القدم.نت (الإنجليزية)